# معركة موزاية (1830)
معركة موزاية هي معركة دارت في 21 نوفمبر 1830، في بداية غزو الجزائر من قبل فرنسا، وكانت بين بايلك التيطري ومملكة فرنسا وانتهت بفوز الفرنسيين.

## المعركة
يوم 21 نوفمبر 1830 وصل برتران كلوزيل إلى ثنيّة موزايا ( أعالي عين الرمانة حاليا ) أين كان ينتظره المجاهدون بقيادة مصطفى بومزراق ( أمزراق تعني الرّمح بالأمازيغية ) باي تيطري، في جيش قوامه 4000 جنديّ كان يملك مدفعين فقط، انتهت المعركة بانهزام بومزراق وانسحاب جيشه، خسر الفرنسيون في المعركة 3 ضبّاط و24 جنديّا.